# Лучик Андрій Олегович
Лучик Андрій Олегович (нар. 17 травня 1982, Луцьк) — депутат Луцької міської ради 8-го скликання (з 2020 року), головний редактор сайту «Конкурент». 

## Освіта
1999 — 2004 рр. – Волинський державний університет ім. Лесі Українки, факультет міжнародних відносин, спеціальність – «Країнознавство»;
2015 — 2017 рр. – Східноєвропейський національний університет імені Лесі Українки, спеціальність – «Медіакомунікації». 

## Кар'єра
2003 — 2004 рр. — власний кореспондент у Волинській області інформаційного агентства «Контекст-Медіа».
2004 — 2006 рр. — працював на посадах копірайтера, спеціаліста з інформаційного забезпечення, керівника напрямку побудови корпоративного університету в групі компаній «Континіум».
2006 — 2007 рр. — менеджер з продажу у СП «Шинака Україна».
2007 р. — маркетолог газети «Сім’я і дім».
2007 р. — 2008 рр. — керівник відділу веб-технологій ТзОВ «Софтвестгруп», керівник вебпроєктів корпорації Volwest Group.
2008 — 2011 рр. — приватний підприємець. 
2010 — 2015 рр. — головний редактор газети «Хроніки Любарта».
У 2016 році був у консультативній раді прокуратури у Волинській області.
З 2016 року — головний редактор Інформаційного агентства «Конкурент».

## Політична і громадська діяльність
У 2002  році балотувався до Луцької міської ради від політичної партії «Наша Україна». У 2010 році знову балотувався до Луцькради від партії «Реформи і порядок».
На місцевих виборах 25 жовтня 2020 року балотувався у депутати Луцької міської ради в списках політичної партії «Громадянський рух «Свідомі» (8-й номер у єдиному списку, 2-й номер у виборчому списку партії в територіальному виборчому окрузі №5). За результатами голосування отримав 133 голоси виборців, обраний не був, але після відмови від мандата журналістки Галини Падалко став депутатом Луцької міської ради.
З 2020 року — член постійної комісії міської ради з питань комунального майна та приватизації.

## Розшук в РФ
У 2024 році МВС Росії оголосило Андрія Лучика в розшук. Загалом до списку розшуку російського міністерства внутрішніх справ потрапили 30 депутатів, а також міський голова Луцька Ігор Поліщук та очільник департаменту містобудування і земельних ресурсів та реклами Веніамін Туз. Перелік волинян став відомий після опублікованого тексту про розшук на російському сайті «Медиазона» 13 лютого 2024 року.

## Судові позови
На початку 2024 року директорка Луцької міської клінічної стоматологічної поліклініки Любов Яковчук подала судовий позов щодо видання «Конкурент» про захист честі й гідності з вимогою відшкодування моральної шкоди в розмірі 100 тисяч гривень. Матеріали про Любов Яковчук вийшли в період з 19 вересня до 5 грудня 2023 року.  Позивачка вимагає визнати поширену інформацію на сайті «Конкурент» недостовірною  і такою, що завдає шкоди її гідності та діловій репутації, у п'яти публікаціях. Вона просить суд зобов'язати медіа видалити з його сайту всі п'ять публікацій, у яких вона є  фігуранткою. Також Яковчук просить стягнути з редакції витрати зі сплати судового збору та на професійну правничу допомогу.